# 圣让代格维沃
圣让代格维沃（法語：Saint-Jean-d'Aigues-Vives，法語發音：[sɛ̃ ʒɑ̃ dɛɡ viv]）是法国阿列日省的一个市镇，位于该省东部，属于帕米耶区。

## 地理
圣让代格维沃（42°55'28"N, 1°52'10"E）面积4.52 平方千米，位于法国奧克西塔尼大區阿列日省，该省份为法国西南部内陆省份，西部和北部与上加龙省接壤，东临奥德省，东南至东比利牛斯省接壤，南与安道尔和西班牙接壤。
与圣让代格维沃接壤的市镇（或旧市镇、城区）包括：莱吉永、德勒耶、拉沃拉内。

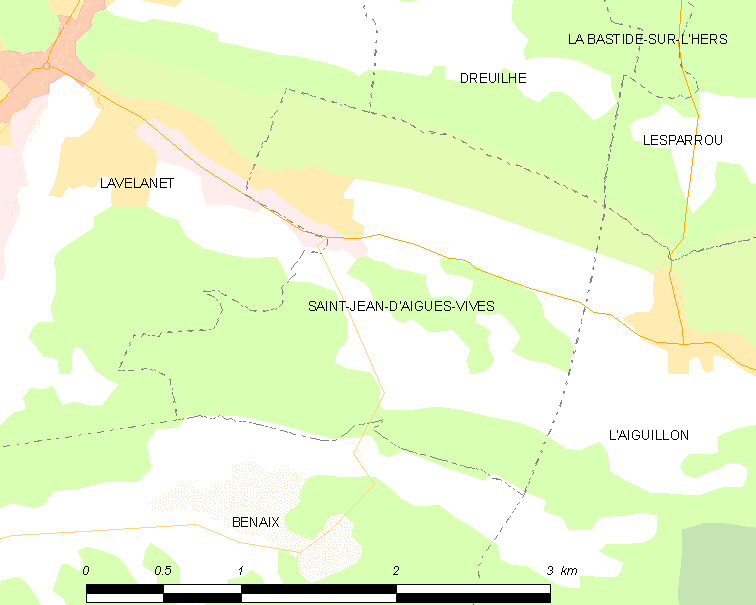
圣让代格维沃的OSM定位图

圣让代格维沃的时区为UTC+01:00、UTC+02:00（夏令时）。

## 行政
圣让代格维沃的邮政编码为09300，INSEE市镇编码为09262。

## 政治
圣让代格维沃所属的省级选区为奥尔姆地区县。

## 人口

1962-2008年间圣让代格维沃人口变化图示

圣让代格维沃于2022年1月1日时的人口数量为370人。